# Hugo Catalán
Hugo Catalán, właściwie Hugo Emilio Catalán Beltrán (ur. 22 marca 1982 w Meksyku) - meksykański aktor i model, który pracował w Meksyku, Hiszpanii, Włoszech i Kolumbii.

## Kariera
Po raz pierwszy przyjął rolę w wieku piętnastu lat w telenoweli TV Azteca Na północ od serca (Al norte del corazón, 1997) z Danną Garcíą, Bárbarą Mori i Aną Claudią Talancón. Studiował aktorstwo w Centro de Formación Actoral (CEFAC). Kontynuował naukę w tajnym kole filmowym ClANDESTINOS w Hiszpanii. Potem pojawił się w dwóch telenowelach TV Azteca u boku Pablo Azara - Bez zgody rodziców (Sin permiso de tus padres, 2002) Życie jest piosenką (La Vida es una canción, 2004-2005). Zadebiutował na kinowym ekranie w komedii Kawonowe serce (Corazón de melón, 2003) z Ludwiką Paletą, a następnie zagrał w telenoweli Co zmuszamy do milczenia kobiety (Lo que callamos las mujeres, 2008) z Leonardo Garcíą. W filmie Tajne (Clandestinos, 2007) u boku Israela Rodrígueza wystąpił jako młody Meksykanin Joel, który chce zdobyć świat, a w Czterech księżycach (Cuatro lunas, 2014) − jako bezwzględny homoseksualista Sebastián.

## Filmografia
filmy
- 2003: Kawonowe serce (Corazón de melón) jako Bailarin
- 2006: Así del precipicio jako Christian
- 2007: Tajne (Clandestinos) jako Joel
- 2007: Chaotyczna Ana (Caótica Ana) jako Camarero
- 2014: Cztery księżyce (Cuatro lunas) jako Sebastián

telenowele
- 1997: Na północ od serca (Al norte del corazón) jako José Francisco
- 2002: Bez zgody rodziców (Sin permiso de tus padres)
- 2004-2005: Życie jest piosenką (La Vida es una canción) jako Rolando
- 2007: Lo que callamos las mujeres jako Pedro
- 2007: Zmiana życia (Cambio de vida)
- 2008: Zmiana życia (Cambio de vida) jako Emilio
- 2008: Alma legal jako Santos
- 2008: Co zmuszamy do milczenia kobiety (Lo que callamos las mujeres) jako Nicolas
- 2008: Zmiana życia (Cambio de vida) jako Pedro
- 2008: Kontrakt miłosny (Contrato de amor) jako Rodrigo
- 2008: Zmiana życia (Cambio de vida) jako Rafael